# Silberhornhütte
Die Silberhornhütte ist eine Berghütte der Sektion Lauterbrunnen des Schweizer Alpen-Clubs (SAC). Sie liegt auf 2663 m ü. M. im Lauterbrunnental im Berner Oberland. Sie ist attraktiv als alleiniges Tourenziel mit Besuch des Schwarzmönch oder Ausgangspunkt für eine Besteigung der Jungfrau. Es handelt sich um eine unbewartete Selbstversorgerhütte.

## Zugang
- Von Stechelberg zunächst über den Hüttenweg der Rottalhütte bin zum signalisierten Abzweig auf etwa 2019 m folgen. Ab hier den weiss-blau-weissen Markierungen folgen. Schwierigkeit: T5. Dauer 7 Stunden.
- Von Stechelberg über den Chatzenpfad. Abenteuerlicher, teilweise ausgesetzter und kaum markierter Pfad. Schwierigkeit: T6. Dauer 6 Stunden.

Beide Zustiege sind bei Nässe oder Neuschnee heikel und im Winter nicht zugänglich.

## Umgebung
- Rotbrätthoren (2720 m): direkt hinter der Hütte. Leichter Aufstieg über Platten und Geröll.
- Schwarzmönch (2648 m): Zustieg über einen teilweise ausgesetzten Grat und kleinere Kletterstellen (max. II, Fixseil). Schwierigkeit: WS
- Silberhorn und Jungfrau (4158 m): 8–12 Stunden. Alpine Hochtour. Schwierigkeit: S

## Bilder

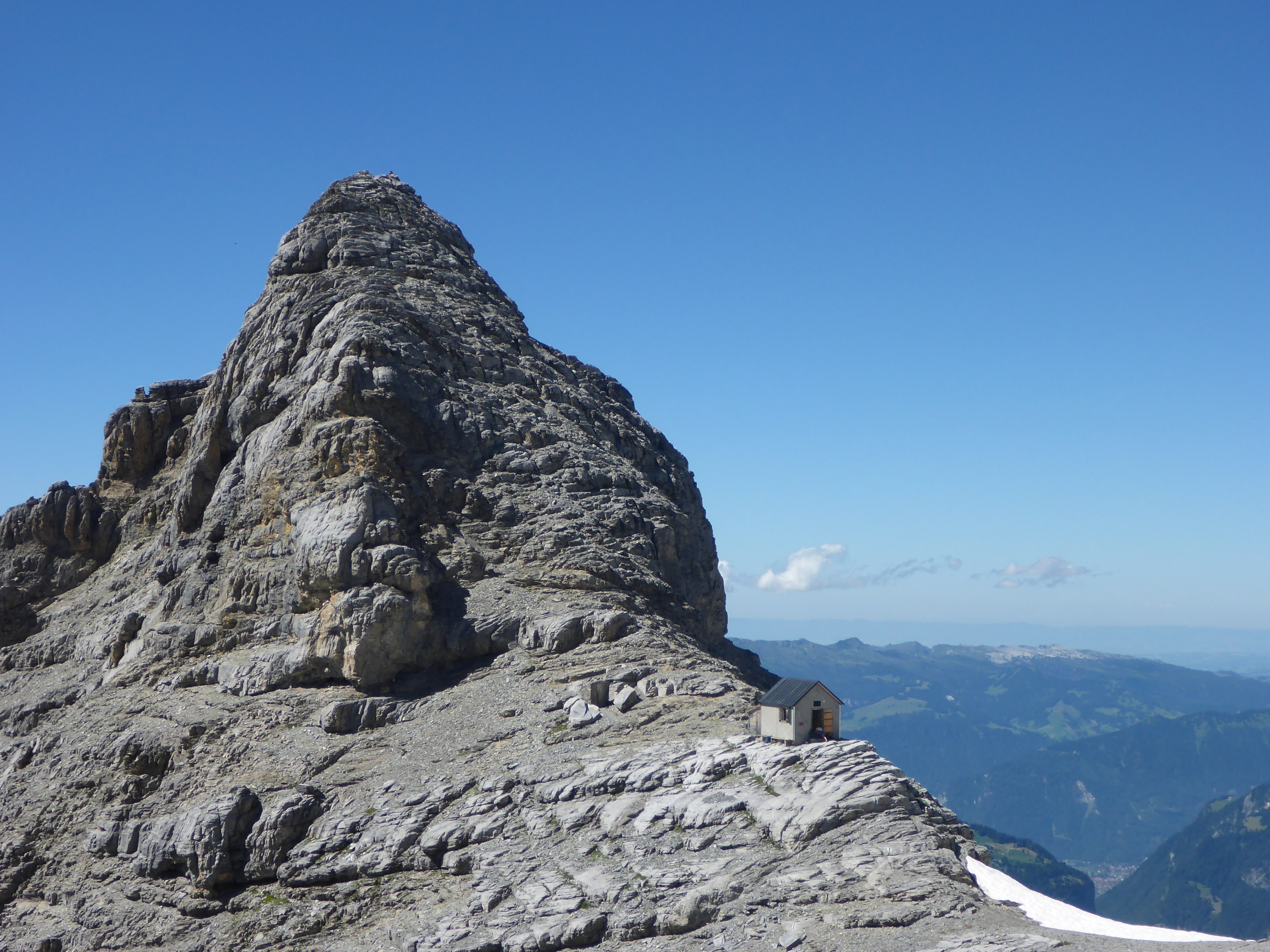
Silberhornhütte vor Rotbrätthore
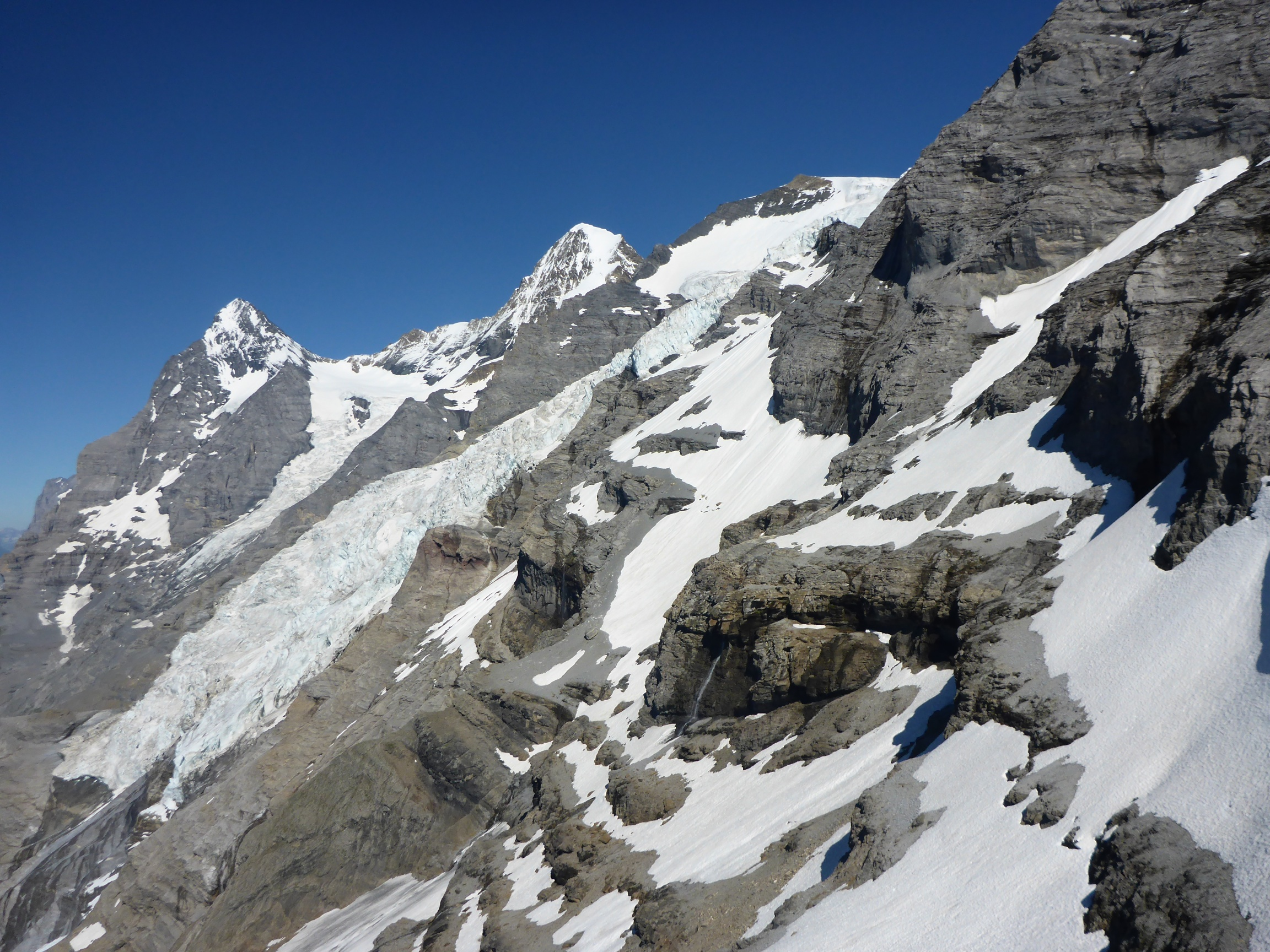
Aussicht von der Silberhornhütte auf Eiger und Mönch
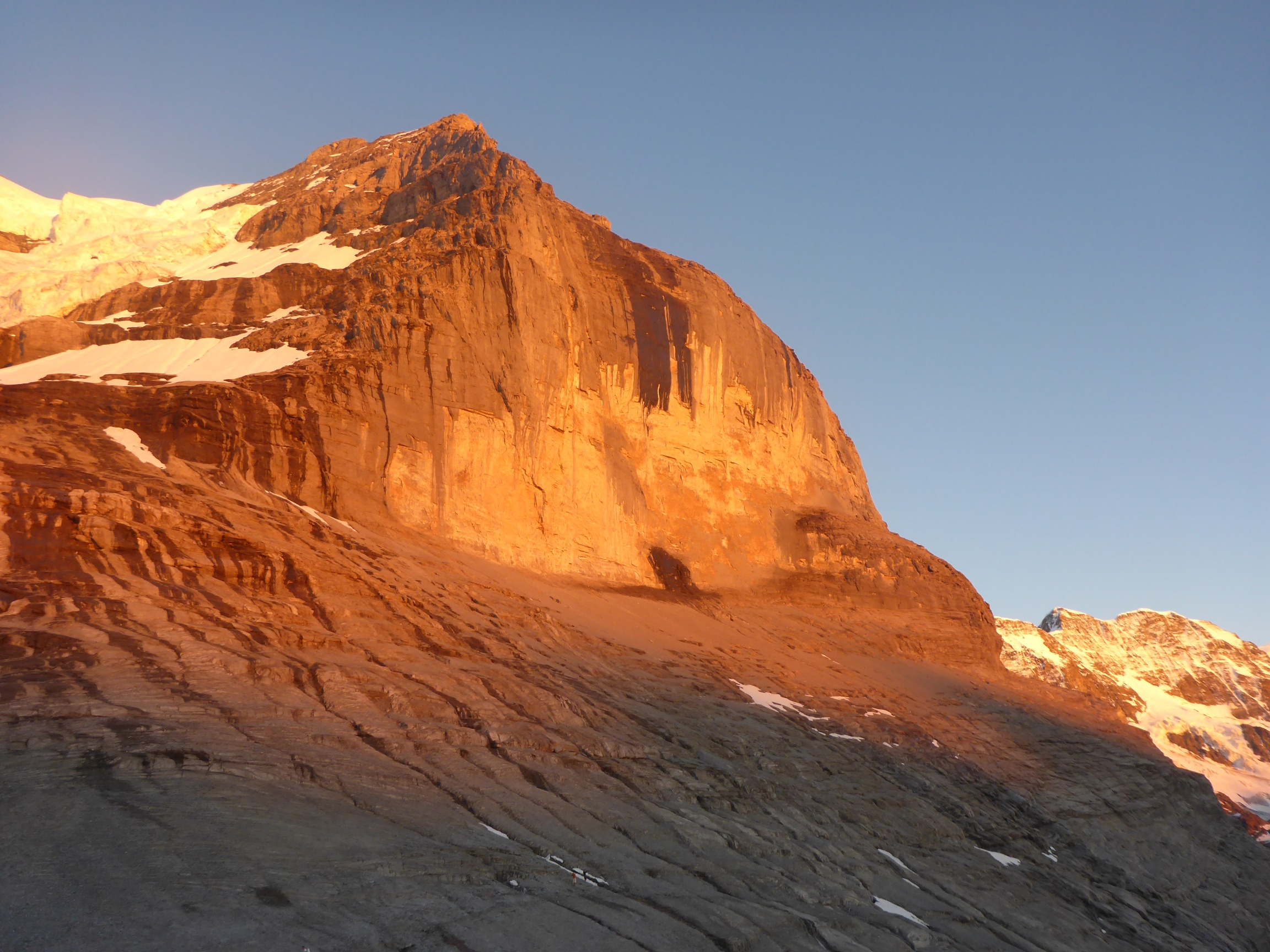
Rotbrätt von der Silberhornhütte aus
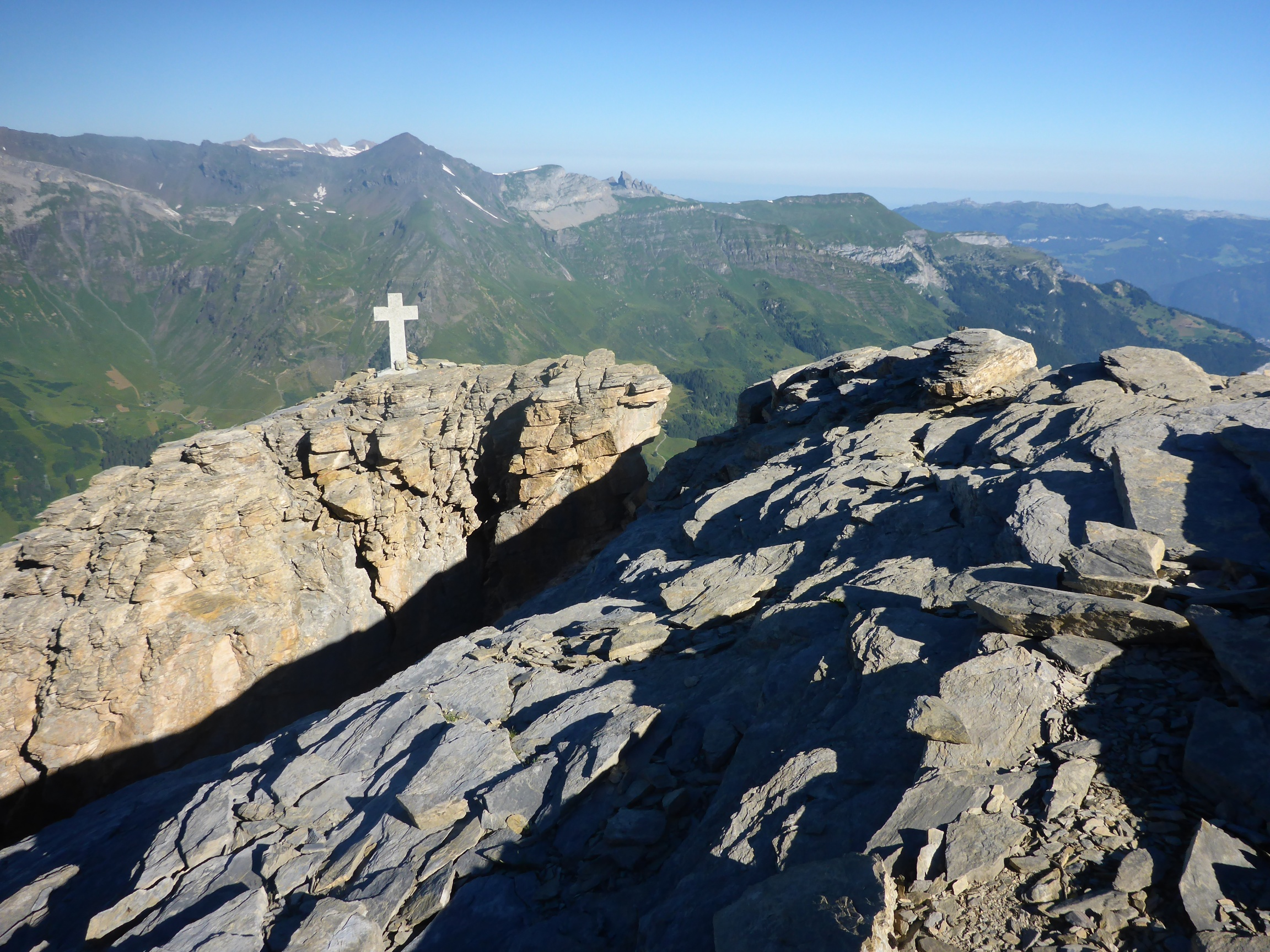
Gipfel Schwarzmönch
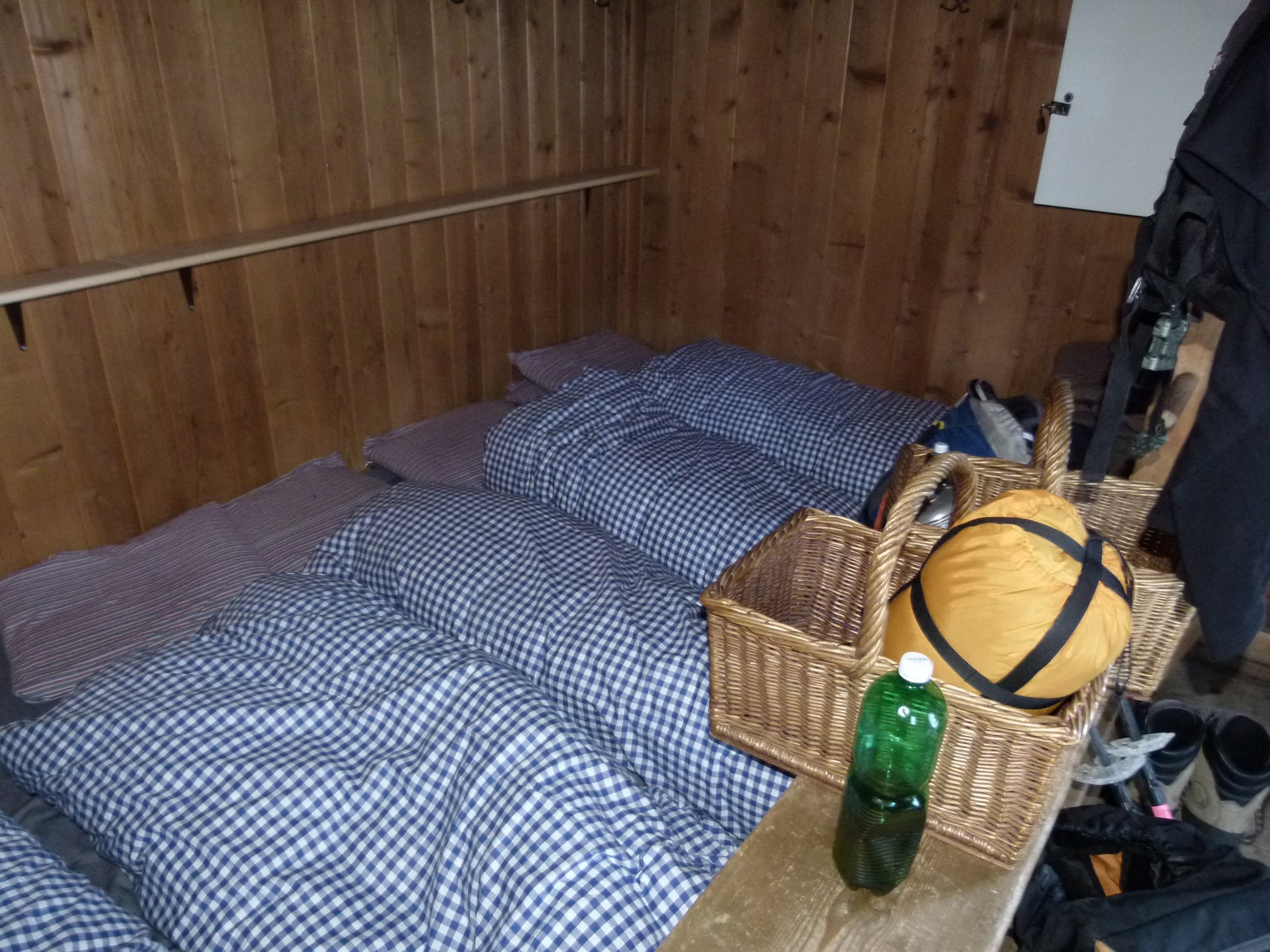
Innenraum Silberhornhütte
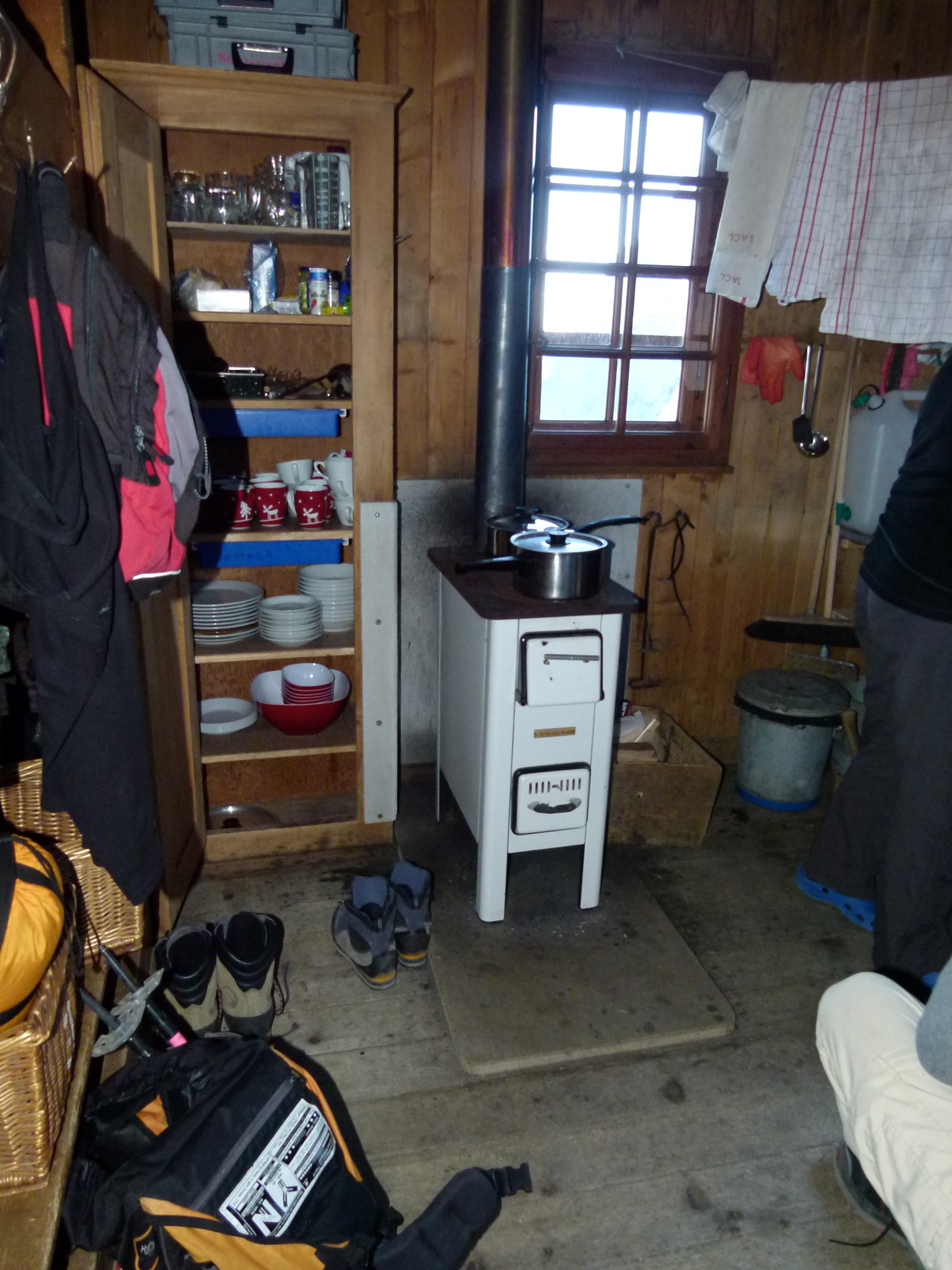
Innenraum Silberhornhütte